# Магнолия, Эмма
Эмма Магнолия (англ. Emma Magnolia; 10 апреля 1992, Сент-Луис, штат Миссури, США) — американская порноактриса и модель. Лауреат премии Pornhub Award. Номинант AVN Awards и XBIZ Award.

## Биография
Родилась 10 апреля 1992 года в Сент-Луис, США. Училась в колледже в Арканзасе, где получила профессию связанную с биологией. После окончания учёбы начала работать на ферме. Имела собственную ферму на которой выращивала овощи и продавала их на местном рынке. В это время увлеклась панк-роком и стала жить в панк-домах, где устраивались концерты на пожертвования. До начала карьеры работала преподавателем в детском саду.

### Карьера
Эмма начала карьеру с началом пандемии COVID-19, она искала альтернативные способы заработка в Интернете и в марте 2020 года зарегистрировалась на OnlyFans. Причиной карьеры в порнографии она также называла её сильное сексуальное влечение, которое мешало её отношениям. Она долгое время боролась с идеями моногамии.

## Личная жизнь
В 2022 году переехала Лос-Анджелес и продолжает жить там. Увлекается садоводством и имеет личный сад. Она утверждает, что работа в саду голой помогает ей поддерживать пышную фигуру.
Она также увлекается коллекционированием винтажных камер, занимается йогой и экоактивизмом. Свободно владеет 3 языками.
В интервью для Forbes, рассказала, что лучшим способом успешного старта в социальных сетях, считает: «общение с поклонниками на личном уровне и делиться с ними своими интересами».

## Награды и номинации
| Год  | Название награды | Результат | Категория                                           |
| ---- | ---------------- | --------- | --------------------------------------------------- |
| 2023 | Fan Award        | Номинация | Самые впечатляющие груди                            |
| 2023 | Fan Award        | Номинация | Любимая звезда сайта-создателя                      |
| 2024 | Fan Award        | Победа    | Самый популярный новый актёр в категории «Взрослые» |
| 2024 | AVN Awards       | Номинация | Лучшая новая звезда                                 |
| 2024 | Pornhub Awards   | Победа    | Лучшая лесбийская актриса                           |
| 2025 | XBIZ Award       | Номинация | Создатель года                                      |